# Energy (песня)
«Energy» — песня канадского рэп-исполнителя Дрейка, вышедшая 13 июля 2015 года в качестве сингла с его четвёртого студийного альбома If You’re Reading This It’s Too Late.
Песня получила положительные отзывы и была номинирована на премию «Грэмми-2016» в категории Лучшая рэп-песня
.

## История
Песня получила положительные отзывы музыкальной критики и интернет-изданий, например, Pitchfork. Pitchfork Media назвал музыкальное видео на песню «Energy» 12-м лучшим клипом 2015 года.

## Чарты

### Еженедельные чарты
| Чарт (2014-15)                        | Высшая позиция |
| ------------------------------------- | -------------- |
| Австралия (ARIA)                      | 59             |
| Canada (Canadian Hot 100)             | 56             |
| Франция (SNEP)                        | 196            |
| Великобритания (OCC UK Singles)       | 71             |
| США (Billboard Hot 100)               | 26             |
| США (Billboard Hot R&B/Hip-Hop Songs) | 9              |

## Сертификации
| Регион | Сертификация  | Продажи   |
| --- | ------------- | --------- |
| США (RIAA) | 2× Платиновый | 2 000 000 |
| * Данные о продажах приведены только на основе сертификации. · ^ Данные о тиражах приведены только на основе сертификации. · Данные о продажах + прослушиваниях приведены только на основе сертификации. |               |           |